# Mistrzostwa Polski w Podnoszeniu Ciężarów Mężczyzn 2010
80. edycja Mistrzostw Polski w podnoszeniu ciężarów mężczyzn odbyła się w dniach 21–22 sierpnia 2010 roku w Opolu.

## Wyniki
| Konkurencja: | Złoto:                                     | Wynik         | Srebro:                             | Wynik         | Brąz:                              | Wynik         |
| 56 kg        | Maciej Przepiórkiewicz Ekopak Jatne Otwock | 230 (100+130) | Kamil Leśnik Mazovia Ciechanów      | 211 (93+118)  | Marcin Kondziołka Unia Hrubieszów  | 210 (95+115)  |
| 62 kg        | Damian Wiśniewski Zawisza Bydgoszcz        | 260 (120+140) | Michał Hawryło Tarpan Mrocza        | 246 (113+133) | Damian Rępuszewski UMLKS Radomsko  | 242 (106+136) |
| 69 kg        | Damian Kuczyński Budowlani Opole           | 296 (130+166) | Tomasz Rosoł Budowlani Opole        | 284 (129+155) | Radosław Chlebosz Śląsk Wrocław    | 268 (120+148) |
| 77 kg        | Piotr Chruściewicz Górnik Polkowice        | 322 (140+182) | Krzysztof Zwarycz Flota Gdynia      | 316 (141+175) | Daniel Szumski Rzemieślnik Malbork | 285 (130+155) |
| 85 kg        | Krzysztof Szramiak Budowlani Opole         | 350 (158+192) | Mariusz Rytkowski Mazovia Ciechanów | 340 (155+185) | Krystian Sroka Tarpan Mrocza       | 335 (150+185) |
| 94 kg        | Arsen Kasabijew Górnik Polkowice           | 386 (173+213) | Adrian Zieliński Tarpan Mrocza      | 385 (175+210) | Tomasz Zieliński Tarpan Mrocza     | 361 (160+201) |
| 105 kg       | Bartłomiej Bonk Budowlani Opole            | 400 (185+215) | Sylwester Kołecki Górnik Polkowice  | 380 (168+212) | Marcin Muziński Zawisza Bydgoszcz  | 347 (160+187) |
| +105 kg      | Marcin Dołęga Zawisza Bydgoszcz            | 415 (192+223) | Kornel Czekiel Budowlani Opole      | 400 (180+220) | Adam Kraska Górnik Polkowice       | 390 (170+220) |